# Dile Motor Car Company

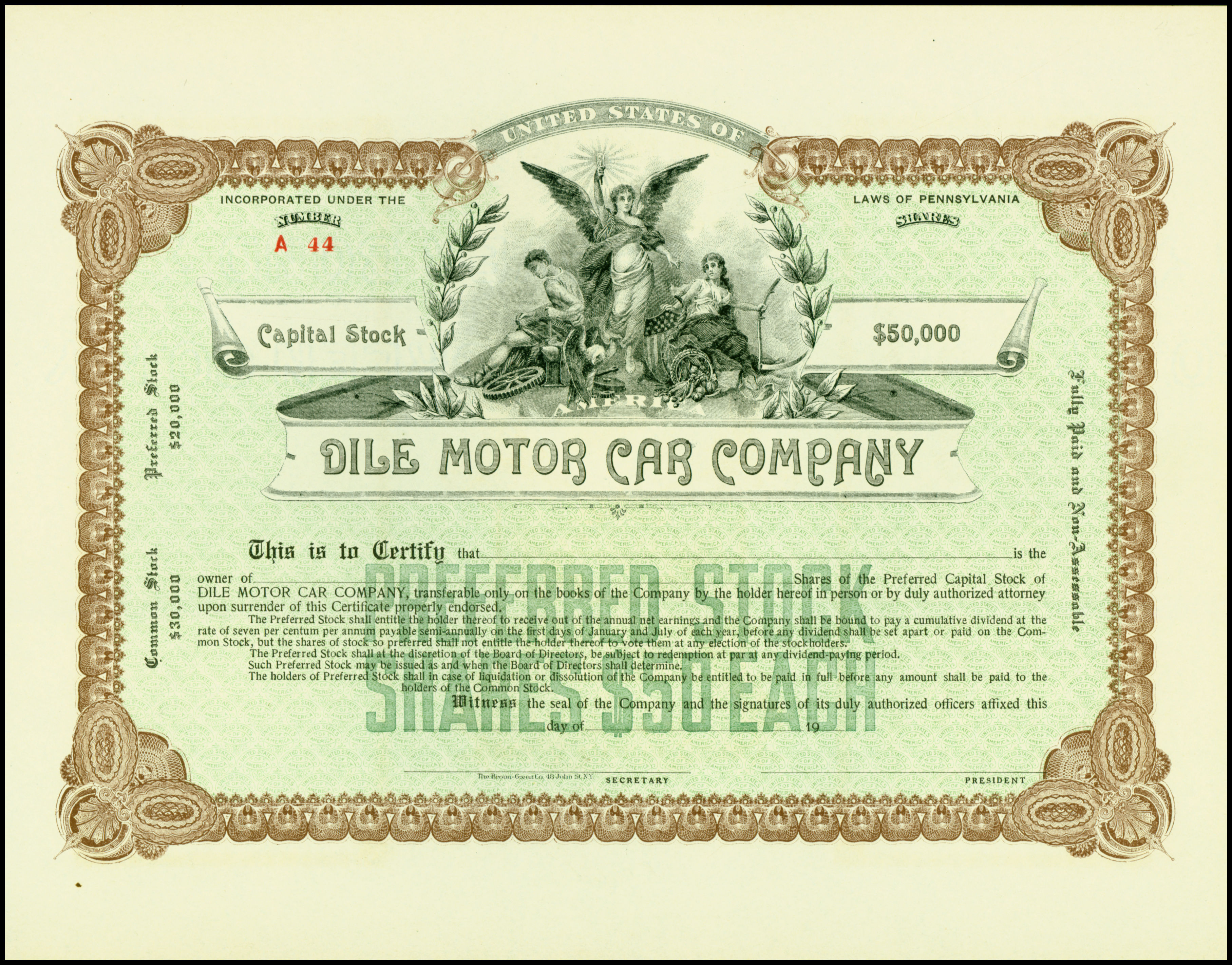
Aktienblankette der Dile Motor Car Company

Die Dile Motor Car Company war ein kurzlebiger, US-amerikanischer Automobilhersteller.

## Beschreibung
Das Unternehmen wurde im November 1913 von Fred K. Dick und Irvin D. Lengel in Reading (Berks County, Pennsylvania) gegründet. Der Name ergibt sich aus dem Zusammenzug der ersten beiden Buchstaben des Nachnamens der Gründer. Das Fahrzeug wurde als Dile verkauft.

## Dile Model A
Erstes und einziges Modell des Unternehmens war ein 1914 vorgestellter, sehr leichter Sportwagen. Der attraktive Roadster war mit einem Radstand von 96 Zoll (2438 mm) länger als ein zeittypischer Cyclecar und sogar als die recht verbreitete Voiturette Metz 22. Größe, Auslegung und Leistung des Dile Modell A entsprechen am ehesten dem etwas früher eingeführten Saxon aus Detroit, der allerdings deutlich günstiger angeboten wurde und sich als sehr großer Erfolg erwies.
Er war aber mit einem Neupreis von etwas unter US$ 500 etwa 20 Prozent teurer als ein solcher (oder der Saxon 14). Dazu existieren leicht unterschiedliche Angaben: US$ 485 oder US$ 495. Dafür bot er anstelle des üblichen Motorrad-Motors einen Vierzylinder mit 11 bhp (8,2 kW) Leistung, ein Planeten- anstelle eines Friktionsgetriebes und zwei Plätzen neben- statt hintereinander. Das Fahrzeug war linksgelenkt.
Eine Spezialanfertigung mit einer schwarzweißen Streifenlackierung, passend zu ihrem Lieblings-Kostüm, wurde an die Filmschauspielerin Pearl White (1889–1938) ausgeliefert.
Unabhängig davon, ob der Dile ein „richtiger“ Cyclecar war oder nicht: Er teilte das Schicksal der meisten Vertreter dieser Kategorie. Das Unternehmen ging im August 1916 in die Insolvenz, die Produktion endete Anfang 1917. Als Gründe werden mehrfach Materialmangel als Folge des Kriegseintritts der USA in diesem Jahr resp. die Produktionsumstellung in dessen Folge genannt. Beides erscheint weniger wahrscheinlich, denn Fahrzeuge wurden von neuen Eigentümern des Unternehmens noch bis 1918 fertiggestellt.
Erleichtert hat die Entscheidung zur Produktionseinstellung des Dile bestimmt auch die allgemeine Marktsituation. Dem Ford Modell T kam bereits eine dominierende Rolle zu. Während der Vorbereitungszeit des Dile, also um 1913, hatte ein Ford Modell T Runabout mit US$ 525 noch geringfügig mehr gekostet als dieser. Das änderte sich bereits 1914, als der Preis auf US$ 440 fiel. Bis 1917 hatte Ford den Listenpreis auf US$ 345 gesenkt, womit auch der Saxon deutlich unterboten wurde.
| Zylinder | B × H           | Hubraum              | Leistung        | Radstand          | Reifen      | Gewicht         |
| -------- | --------------- | -------------------- | --------------- | ----------------- | ----------- | --------------- |
| R4       | 6,67 × 10,17 mm | 1420 cm³ / 86.6 c.i. | 11 bhp (8,2 kW) | 2438 mm / 96 Zoll | 28 × 3 Zoll | 385 kg / 850 lb |

Eine gelegentlich genannte Touring-Variante konnte bislang nicht belegt werden.
Ein Dile Model A Roadster ist im Boyertown Museum of Historic Vehicles in Boyertown (Berks County, Pennsylvania) ausgestellt.

## Das Ende
Die Insolvenzabwicklung nahm viel Zeit in Anspruch. Mit dem Nutzfahrzeughersteller Belmont Motors Corporation in Lewistown (Pennsylvania) konnte Anfang 1918 ein Käufer gefunden werden, der nicht nur die Anlagen und das bewegliche Vermögen der Dile Motor Car Company übernahm, sondern dazu auch die Patente, Konstruktionspläne, Markenrechte und sogar Materiallager und angefangene Fahrzeuge.
Die Übernahme nährte Gerüchte, dass die erst vor kurzem gegründete Belmont Motors Corporation auch in den Automobilbau einsteigen wollte. Dies war nicht der Fall; nach Fertigstellung der angefangenen Fahrzeuge und einiger aus vorhandenen Ersatzteilen aufgebauten wurden diese verkauft und der Betrieb für die LKW-Produktion genutzt.
Belmont begann die eigene Produktion erst mit dem Modelljahr 1919.